# Catesbaea spinosa
Catesbaea spinosa – gatunek rośliny z rodziny marzanowatych. Występowanie: endemicznie Kuba i Bahamy. W uprawie na niektórych wyspach karaibskich i Bahamach. Preferuje suche, piaszczyste stanowiska nadmorskie.

## Morfologia
PokrójKolczasty wieczniezielony krzew, osiągający około do 4 m wysokości.
Liściedo 7 cm długości, ciemnozielone, w wiązkach w górnej części gałęzi.
KwiatyTrąbkowate, żółte, o długości do 15 cm, zwisające.
OwoceKuliste, żółtopomarańczowe. Owoce jadalne, ale o niewyraźnym smaku. Środek owocu pusty, wewnątrz wiele drobnych nasion.

## Zastosowanie
- Sadzone jako ozdobne żywopłoty.